# Russell Stover Candies
Russell Stover Candies — корпорация-поставщик конфет, шоколада и кондитерских изделий в США. Центральное отделение корпорации находится в городе Канзас-Сити, штат Миссури. Компания была куплена международной компании Lindt & Sprüngli в июле 2014 года.

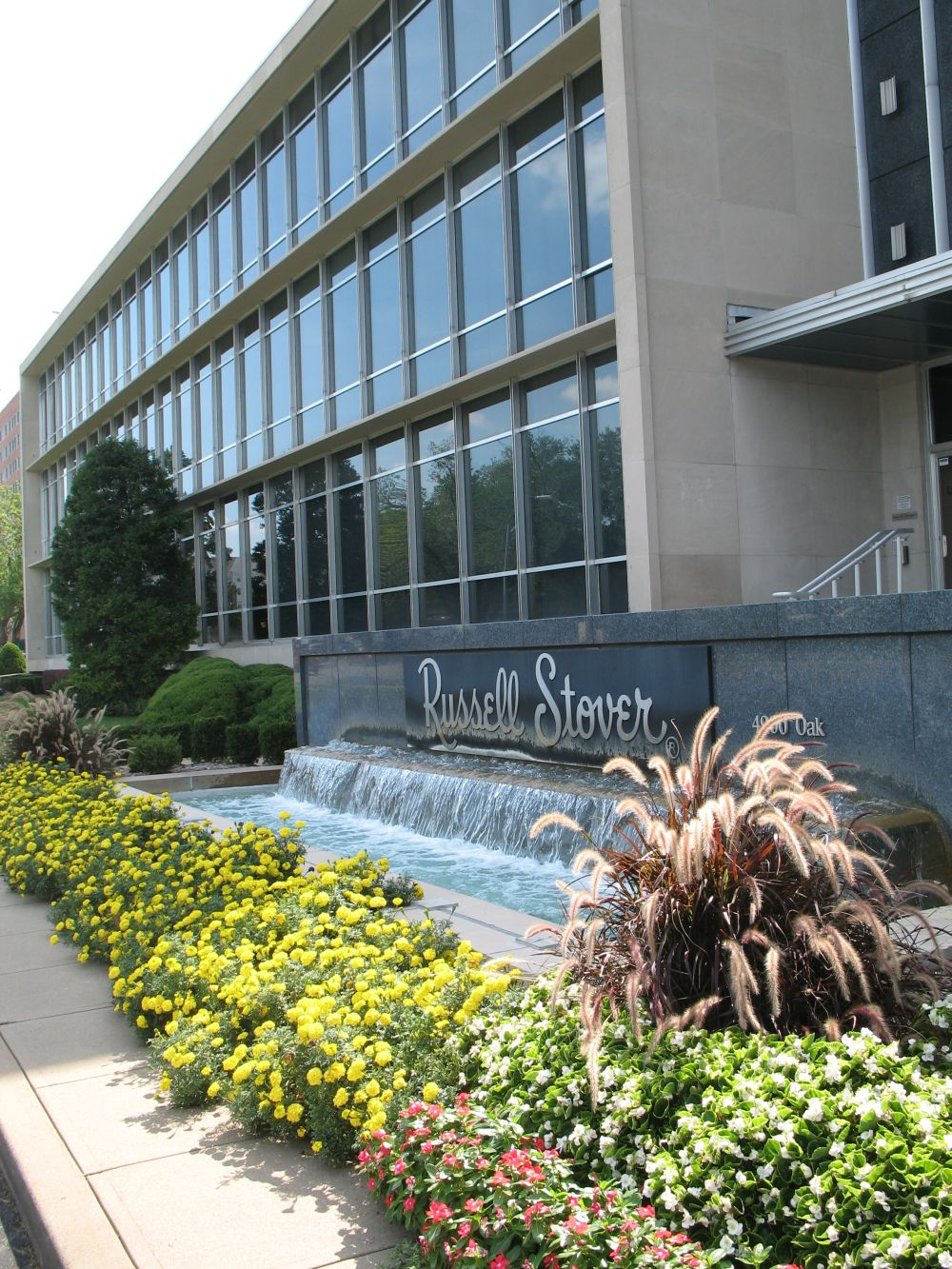
Штаб квартира в Канзас Cити, штат Миссури, США

## История

### Годы производства мороженого
Производство компании Russell Stover Candy началось не с конфет. В 1921 году Рассел Стовер и его партнер Кристиан Нельсон, школьный учитель из штата Айова, придумали мороженое в шоколаде. На вечеринке Клара, жена Рассела, предложила назвать его «Эскимо». Данный продукт оказался очень популярным, и первые годы его производства принесли большие доходы.

### Шоколадные конфеты
Вскоре другие компании начали производить такое же мороженое, что практически вытеснило Russell Stover с рынка. Семья Стовер продала свою долю компании за $25000 и переехала в город Денвер, штат Колорадо. В 1923 году Рассел и Клара создали одноимённую компанию, занимающуюся упаковкой и продажей шоколадных конфет в коробках, у себя дома. Изначально компания была названа «Mrs. Stover’s Bungalow Candies», однако, 20 лет спустя, в 1943 году, её переименовали в «Russell Stover Candies».

### Развитие
Компания оставалась во владении семьи Стовер до 1969 года, пока её не выкупил Луи Уорд, который создал из регионального бренда Среднего Запада всемирный бренд. Владельцем компании оставалась семья Уорд до 14 июля 2014 года, когда швейцарский производитель шоколада «Lindt» купил компанию «Russell Stover Candies».
Компания «Russell Stover Candies» является ведущим американским производителем шоколадных конфет в коробках и третьим по величине после «Hershey» и «Mars». Три бренда компании: «Russell Stover», «Whitman’s» and «Pangburn’s» составляют более 60 % объёма продаж всех шоколадных конфет в коробках в США. Продукция «Russell Stover» реализуется в 40 магазинах розничной торговли компании и через 70 000 магазинов оптовой торговли в более чем 20 странах, включая США, Канаду, Соединенное Королевство. Компания производит более 100 млн фунтов шоколада ежегодно и является единственной крупнейшей американской компанией по производству кондитерских изделий, которая избежала серьёзных противоречий по использованию детского труда, пестицидов и генетически модифицированных компонентов. В результате Shop Ethical Consumer Guide присвоил компании «Russell Stover» нейтральный рейтинг.